# Het Strijkijzer
Het Strijkijzer is een torenflat in Den Haag aan het Rijswijkseplein met 42 verdiepingen en een hoogte van 132 meter, gebouwd door woningcorporatie Vestia. Het is het op vier na hoogste gebouw van Den Haag. Door de hoogte, de kleur en de vorm van de bovenkant is het gebouw gemakkelijk te herkennen in het stadsgezicht van Den Haag. Het Strijkijzer staat op een kavel van slechts 30 bij 35 meter. Het gebouw bevat 351 appartementen en studio's. Beneden is plaats voor horeca, een wasserette, strijkgelegenheid en kantoorruimte.
Architect Bontenbal heeft zich bij het ontwerp laten inspireren door het Flatiron Building (1902) in New York. In 2007 won het de Nieuwe Stad Prijs van Den Haag en de internationale gouden Emporis Skyscraper Award.
De onderste verdiepingen werden gemaakt van ter plaatse gestort beton en de bovenliggende bouwlagen zijn volledig in prefab beton uitgevoerd. De bouwsnelheid lag hierdoor op twee verdiepingen per week.

## Vorm en oriëntatie
De plattegrond van het gebouw heeft een L-vorm, met de lange zijde (iets langer dan de korte) aan de westnoordwestzijde, tegenover het ovale Haagweide-gebouw, en de korte zijde loodrecht daarop, aan de zuidzuidwestzijde. De rechte hoek hiertussen ligt dus aan de westzuidwestzijde, in de richting van Station Den Haag HS. De punten van de L lopen aan de buitenkant rond tot in de richting van de lijn die de uiteinden van de L verbindt (de hypotenusa van de rechthoekige driehoek).

## Indeling
- verdieping 4 tot en met 28: per verdieping 12 studio's (7 aan de lange zijde, 1 op de rechte hoek, 4 aan de korte zijde; in totaal 300; voor studenten en starters)
- verdiepingen 29 en 30: per verdieping 6 gestoffeerde appartementen als shortstayaccommodatie (3 aan de lange zijde, 1 op de rechte hoek, 2 aan de korte zijde
- verdieping 31 tot en met 39: per verdieping 4 luxeappartementen (2 aan de lange zijde, 1 op de rechte hoek, 1 aan de korte zijde)
- verdieping 41 en 42: uitzichtpunt met horeca

De "scherpe hoeken van de driehoek" zijn afgerond en hebben elk een hal met twee liften, en een trappenhuis. Entree Zuid, met de liften aan de noordzijde (het eind van de lange zijde), is voor de bewoners van de studio's. Entree West, met de liften aan de zuidoostzijde (het eind van de korte zijde) is voor de luxeappartementen. Een panoramalift aan de "binnenkant" van de korte zijde gaat rechtstreeks van de begane grond naar het uitzichtpunt op de 41ste verdieping.

### Uitzicht

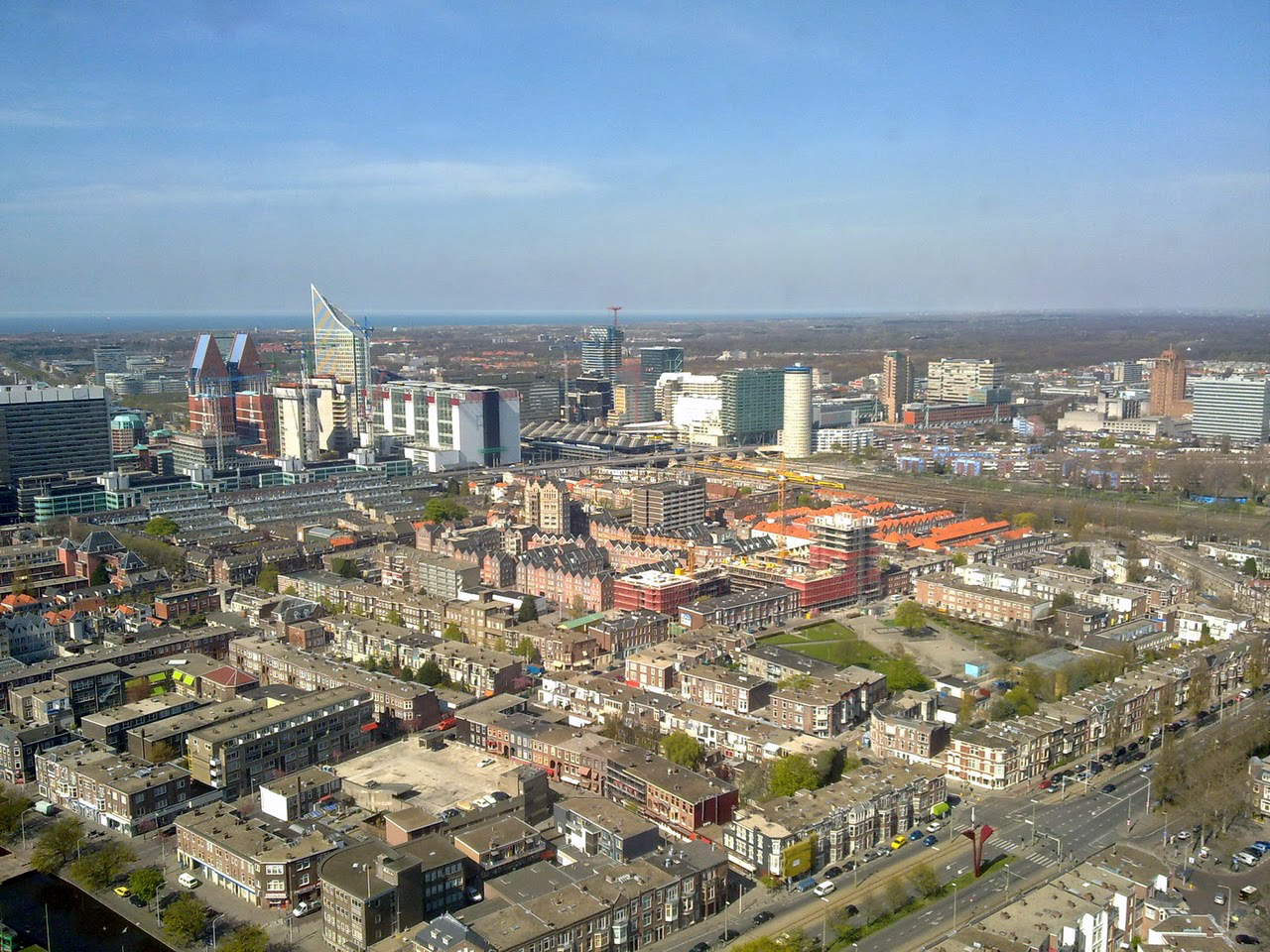
Uitzicht vanaf de hoogste verdieping

Uitzichtpunt 'Haagse Toren' met horecavoorziening is tegen betaling voor publiek toegankelijk. Het bestaat uit een stadsbalkon achter glas op de 41e verdieping, een stadsbalkon achter glas op de 42e verdieping en aan een zijde een buitengedeelte. Bij helder weer is de Noordzee te zien. Het buitengedeelte heeft een hoog hek met mazen die groot genoeg zijn om doorheen te kijken, maar verhinderen dat iemand hier van het gebouw af kan vallen of springen.

## Fluittoon
De kroon van het gebouw produceerde aanvankelijk een hoge fluittoon bij harde wind. Dit probleem leek verholpen door het plaatsen van 380 multiplexplaten op de kroon. Begin 2010 werden ze vervangen door 454 doorzichtige lexaanplaten. In oktober 2018 werd er opnieuw een fluittoon geconstateerd. De oorzaak bleek de dakrail, waarlangs een gondel voor glazenwassers wordt voortbewogen. Deze was aan de bovenkant open, het afdekken moet het probleem oplossen.

## Beeld van Den Haag

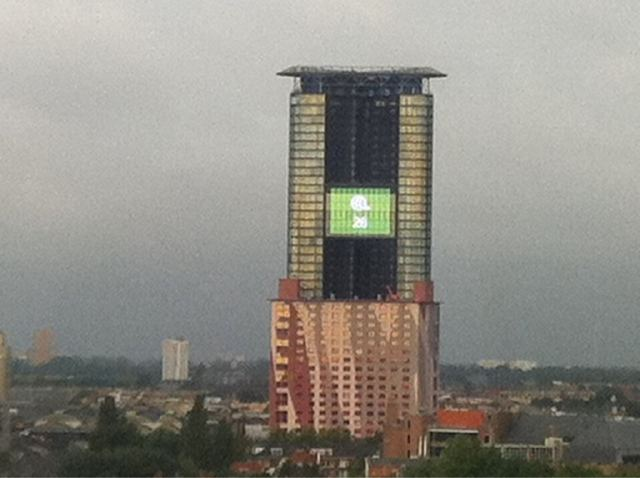
Het scherm van een afstand

Vanaf september 2011 was een led-scherm van 19 × 14 meter genaamd Beeld van Den Haag aan Het Strijkijzer bevestigd, het was bij montage het grootste ledscherm van Nederland.
Het scherm bestond uit ledlamellen, die verwerkt zijn in de raampartij van het gebouw. Terwijl de lamellen van buiten gezien overkwamen als één groot oppervlak, kon er door de bewoners zonder problemen doorheen worden gekeken. Totdat de kosten te hoog werden bevonden, werden wetenswaardigheden en advertenties getoond.

## Bewonersvoorzieningen
- In overleg met PostNL is een paternostersysteem voor de postbezorging ontworpen omdat er geen ruimte was voor 351 brievenbussen: bij de entree van het gebouw kan een bewoner door intoetsing van een code zijn postbus tevoorschijn laten komen.
- Bewoners beschikken over een sleutelkaart voor toegang tot hun appartement en berging.

## Afbeeldingen

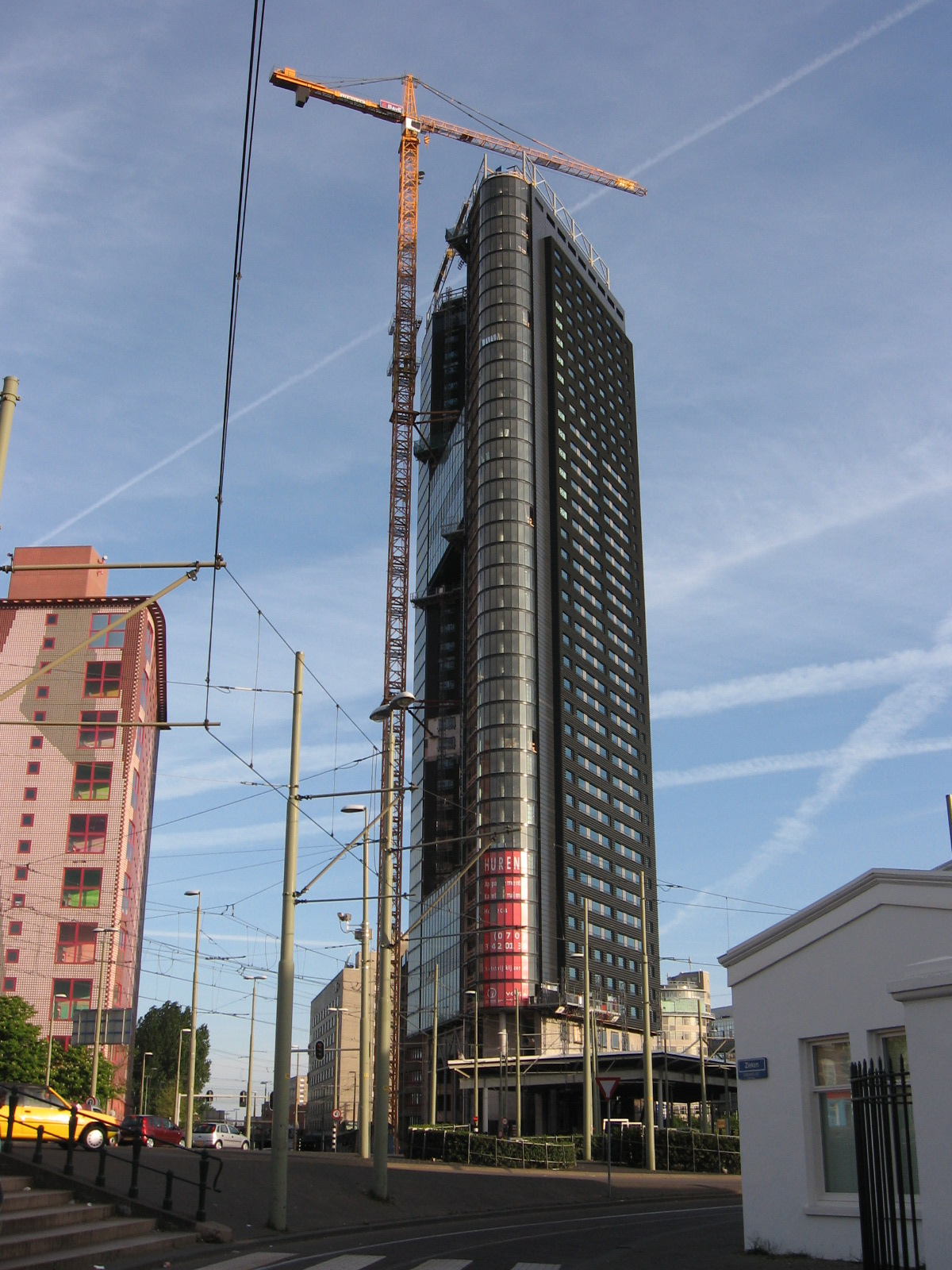
De bouw in 2007
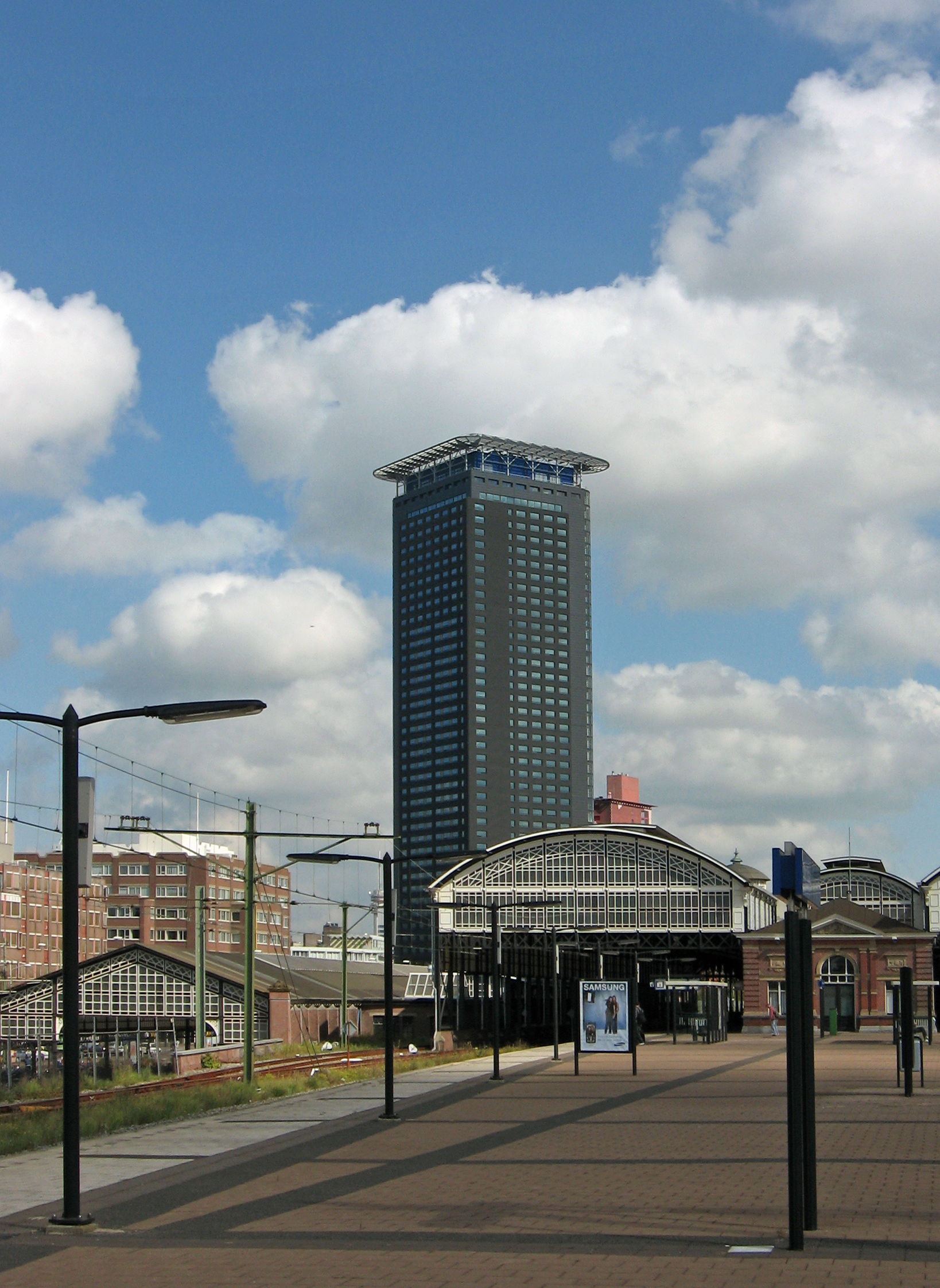
Gezien vanaf Station HS
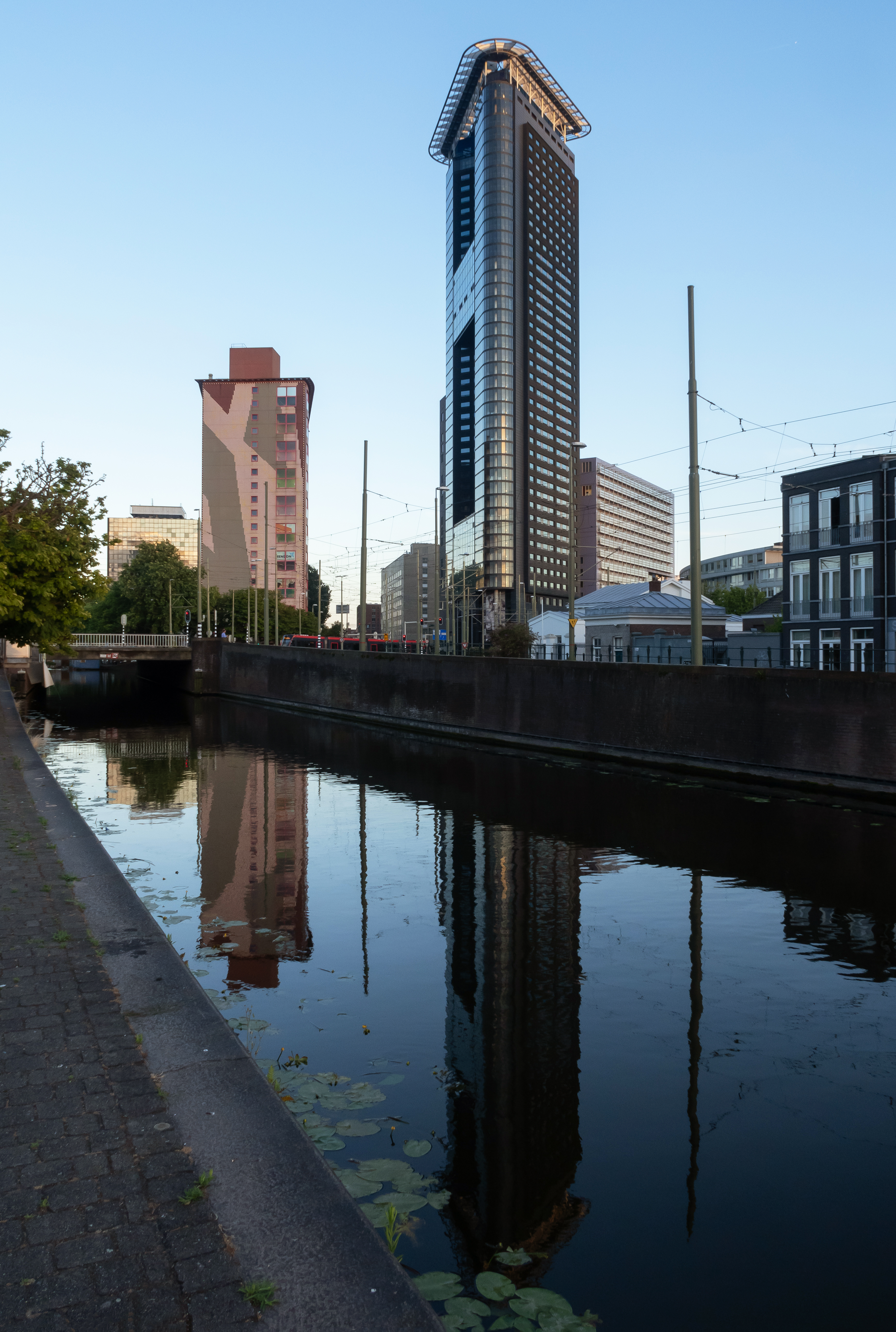
Het gebouw voor zonsondergang
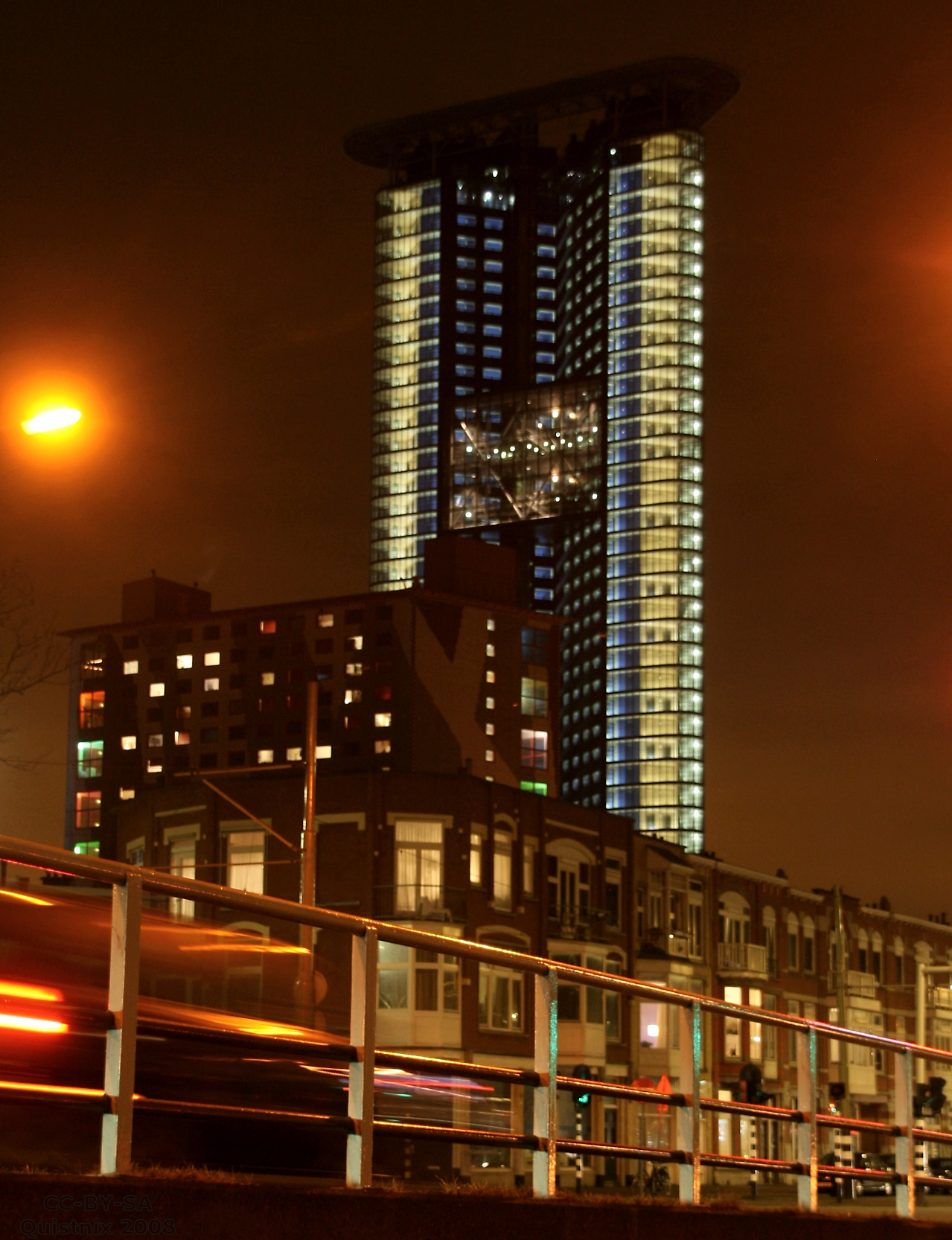
Het gebouw 's nachts
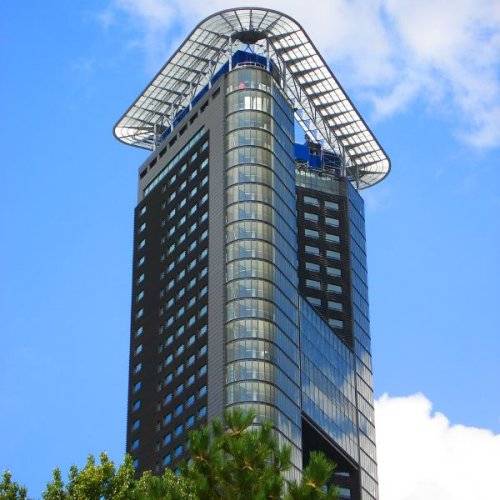
De kroon
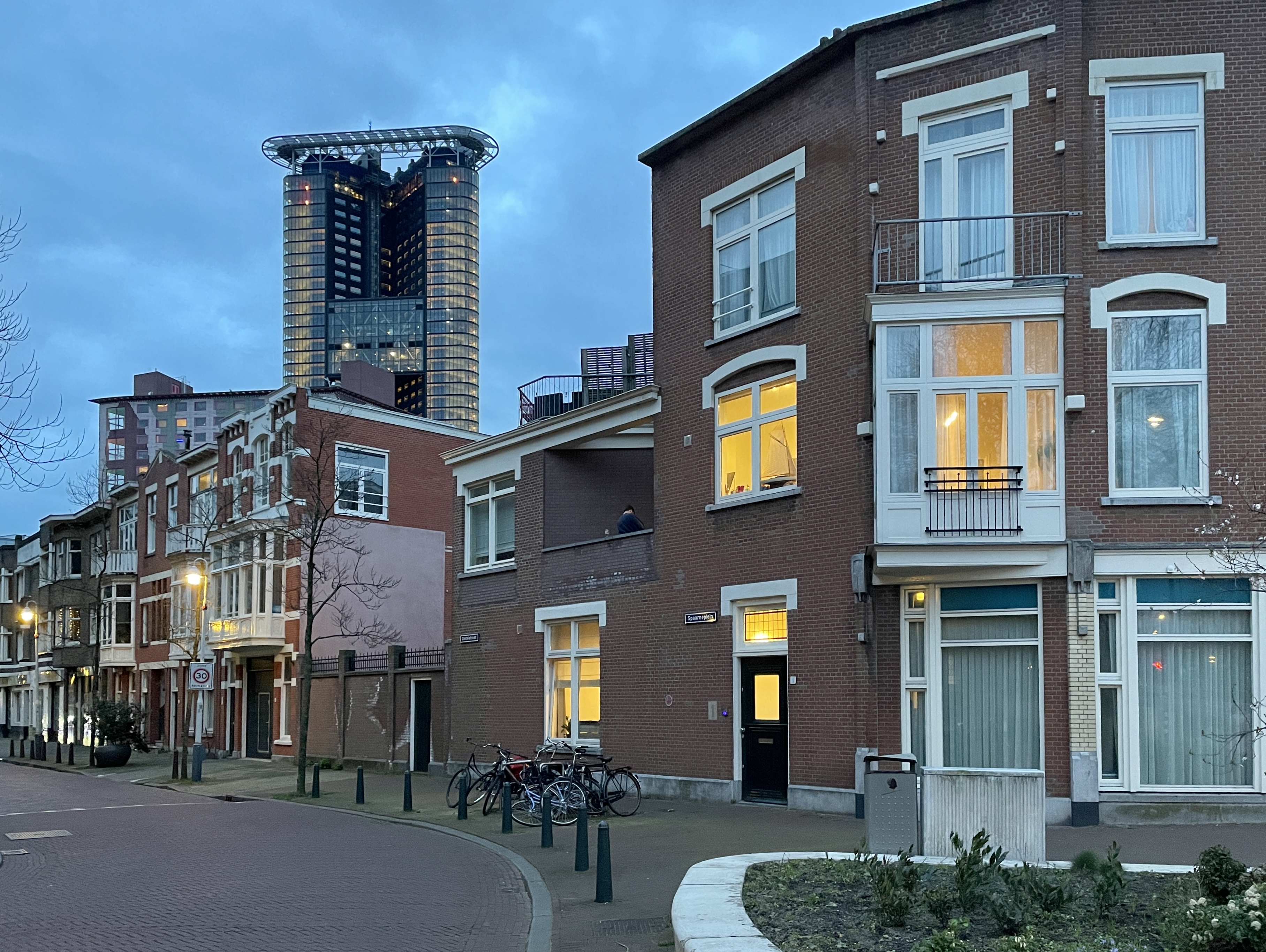
Gezien vanaf het Spaarneplein